# Sender Gaisberg
Der Sender Gaisberg ist ein Grundnetzsender der ORS GmbH für Hörfunk und TV, der auf dem 1287 m hohen Gaisberg bei Salzburg steht.
Der interne Name lautet: SALZBURG 1.

## Geschichte
Der Sender Gaisberg verwendet als Antennenträger und Sendeturm einen 100 Meter hohen Stahlturm, der am 22. August 1956 in Betrieb ging und eine seit 1953 verwendete provisorische Sendeantenne ersetzte. 1981 wurde der Sendeturm um eine UHF-Fernsehantenne sowie Richtfunkantennen ergänzt, wodurch seine Höhe von 73 auf 100 Meter anstieg.

## Empfangsgebiet des Senders Gaisberg
Der Sender Gaisberg besitzt aufgrund der exponierten Nordlage das größte Sendergebiet von Österreich. Man kann die Signale des Senders Gaisberg im Osten fast bis St. Pölten, teilweise mit RDS, empfangen. Auch die südwestliche Tschechische Republik wird erreicht. Richtung Süden ist er bis ins Tennengebirge zu empfangen. Durch die exponierte Lage des Gaisberges, reicht das Empfangsgebiet sowohl in den Großraum München, als auch in den Oberpfälzer Jura oder an die südlichen Ausläufer des Altmühltals heran. Die Lage auf 1287 m Seehöhe ermöglicht auch den reibungslosen Empfang bis in das niederbayerische Donautal, den Bayerischen Wald und die südliche Oberpfalz. Dies betrifft jedoch nur die 100 kW-Frequenzen ohne Richtstrahlung.

## Filmografie
Im Jahr 1957 war der Sender auch Thema in einem Film: Im Heimatfilm Die Prinzessin von St. Wolfgang (Regie: Harald Reinl) wird die Errichtung des Senders gefeiert. Die beiden Hauptrollen hatten Marianne Hold und Gerhard Riedmann inne.

## Blitzmesstation
Auf dem Senderturm befindet sich eine Blitzmesstation, welche im Rahmen von ALDIS (Austrian Lightning Detection & Information System) gemeinsam mit der Technischen Universität Wien betrieben wird und der Blitzforschung dient. Die Messstation dient nicht der Blitzortung, sondern es werden seit 1998 direkte Blitzeinschläge in den Turm erfasst und bestimmte Parameter wie der zeitliche Blitzstromverlauf mit einem hochstromfesten Shunt gemessen und systematisch aufgezeichnet. Da die Station nur eine von wenigen weltweit ist, wird sie auch zur Grundlagenforschung verwendet, auf die beispielsweise die Windradhersteller vermehrt zugreifen.

## Frequenzen und Programme

### Analoger Hörfunk (UKW)
| Frequenz  | Programmname         | RDS PS              | Senderlogo | PI-Code               | Regionalisierung | ERP     | Himmelsrichtung | Polarisierung |
| --------- | -------------------- | ------------------- | ---------- | --------------------- | ---------------- | ------- | --------------- | ------------- |
| 90,9 MHz  | Ö1                   | __OE_1__            |            | A201                  |                  | 100 kW  | Rundstrahlung   | horizontal    |
| 94,0 MHz  | Energy Salzburg 1)   | _ENERGY_            |            | A852                  | Salzburg         | 0,27 kW | West            | gemischt      |
| 94,8 MHz  | Radio Salzburg       | *Radio_S            |            | A802                  | Salzburg         | 100 kW  | Rundstrahlung   | horizontal    |
| 99,0 MHz  | Hitradio Ö3          | __OE_3__            |            | A203                  |                  | 100 kW  | Rundstrahlung   | horizontal    |
| 101,2 MHz | Radio Oberösterreich | *RADIO*_ / **OOE**_ |            | A707                  | Oberösterreich   | 10 kW   | Nordost         | horizontal    |
| 101,8 MHz | oe24 Radio 3)        | _OE_24__            |            | A3E0/ A8E0 (regional) | Salzburg         | 10 kW   | Rundstrahlung   | horizontal    |
| 104,6 MHz | FM4                  | __FM4___            |            | A213                  |                  | 100 kW  | Rundstrahlung   | horizontal    |
| 106,2 MHz | Welle 1              | 'WELLE_1            |            | A851                  | Salzburg         | 2 kW 2) | Nordost, Süd    | gemischt      |

1) ENERGY Salzburg sendet seit dem 15. Juli 2009 auf der alten Frequenz von Kronehit. Kronehit wird vom Füllsender Zinkenkogel gesendet. 2) nach dem Genfer Wellenplan ist die Frequenz 106,2 MHz mit 10 kW in Richtung Nordost koordiniert. Gesendet wird vom Nebengebäude der PTA-Plattform und nicht vom Hauptmast.3) oe24 Radio (vormals Radio Austria) sendet seit dem 26. Oktober 2019 auf der alten Frequenz von Antenne Salzburg. Antenne Salzburg sendet von der ca. 300 m entfernten nach Süden befindenden BOS-Anlage (SALZBURG 11) gerichtet aus.

### Digitaler Hörfunk (DAB+)
DAB wird in vertikaler Polarisation und im Gleichwellenbetrieb mit anderen Sendern ausgestrahlt. Seit 11. Dezember 2019 sendet der Österreichische Bundesmux I im Kanal 5B. Seit 21. Juni 2024 senden die Blöcke 9A Mux III und 12B Mux II. Ein weiterer für den Standort vorgesehene Block ist Kanal 6B (Mux IV).
| Block                    | Programme | ERP (in kW) | Antennen- diagramm rund (ND), gerichtet (D) | Gleichwellennetz (SFN) |
| ------------------------ | --- | ----------- | ------------------------------------------- | --- |
| 5B DAB+ Austria (A101)   | DAB-Block des österreichischen Bundesmux: - #Radio ONE (80 kbit/s) - * 88,6 * (72 kbit/s) - Antenne Österreich (72 kbit/s) - arabella HOT (72 kbit/s) - arabella MAGIC (72 kbit/s) - Energy (96 kbit/s) - ERF Süd (40 kbit/s) - jö.live (72 kbit/s) - KLASSIK RADIO (72 kbit/s) - Mein Kinderradio (40 kbit/s) - oe24 Radio (72 kbit/s) - Radio Maria Österreich (72 kbit/s) - Radio Stephansdom Klassik (72 kbit/s) - Rock Antenne (72 kbit/s) - Schlagerradio Flamingo (72 kbit/s) - WELLE 1 (72 kbit/s) - ORS EPG (16 kbit/s Daten) - ORS TPEG (8 kbit/s Daten, geplant) | 5,6         | D (270–110°)                                | - Salzburg: Salzburg (Gaisberg) - Tirol: Innsbruck (Patscherkofel) - Vorarlberg: Bregenz (Pfänder) in Planung: Lend (Luxkogel) |
| 9A MUX III-SO (A203)     | - #Radio Rot Weiss Rot (112 kbp/s) - #Super 80s (112 kbp/s) - *SOL* (56 kbp/s) - ARABELLA (72 kbp/s) - Antenne (72 kbp/s) - Flash 90s (72 kbp/s) - Beats Radio (72 kbp/s) - LoungeFM (40 kbp/s) - Inforadio (40 kbp/s) - Musiksender GÖD (72 kbp/s) - Nostalgie (96 kbp/s) - Superfly (72 kbp/s) - Radio VM1 (72 kbp/s) - Radio Bollerwagen (72 kbp/s) - XXXL RADIO (72 kbp/s) - SPI SO (16 kbp/s Daten) | 5,6         | D                                           | Salzburg (Gaisberg) |
| 12B Mux II Sbg/OÖ (A303) | - *Life Radio* (112 kbp/s) - OÖNow (72 kbp/s) - Antenne Salzburg (72 kbp/s) - Radio MediaMarkt (72 kbp/s) - Radio U1 (72 kbp/s) - SPI SO (16 kbp/s Daten) | 5,6         | D                                           | Salzburg (Gaisberg) |

### Digitales Fernsehen (DVB-T2)
Im Zuge der Umstellungen auf den neuen Standard DVB-T2 wurde MUX B am 19. April 2016 und MUX A am 20. April 2017 umgestellt. Der Empfang von allen Multiplexen ist nur mit entsprechender simpliTV-Hardware wegen der Grundverschlüsselung möglich. ORF 1, ORF 2 Wien und ATV2, sowie alle Radiosender werden im (H.264)-Codec MPEG-4 AVC unverschlüsselt verbreitet. Der lokale MUX C wird nicht genutzt.
| Multiplex | Kanal         | Programme im Bouquet | ERP             | Polarisation | Antennendiagramm rund (ND)/gerichtet (D) |
| --------- | ------------- | --- | --------------- | ------------ | ---------------------------------------- |
| MUX A     | K32 (562 MHz) | Fernsehen: - ORF 1 HD - ORF 1 (unverschlüsselt) - ORF 2 Wien (unverschlüsselt) - ORF 2 Salzburg HD - ORF 2 Oberösterreich HD - ORF 2 Niederösterreich HD - ORF III HD - ORF SPORT + HD HbbTV/Radio: - Ö3 Visual Radio - Österreich 1 (unverschlüsselt) - Ö3 (unverschlüsselt) - FM4 (unverschlüsselt) | 40 kW (max. 80) | horizontal   | ND (rund)                                |
| MUX B     | K29 (538 MHz) | Fernsehen: - ATV HD - ServusTV HD - 3sat HD - RTL HD - Puls 4 - ATV2 (unverschlüsselt) - RTL - HGTV - ZDFinfo HbbTV: - Flimmit | 40 kW (max. 80) | horizontal   | ND (rund)                                |
| MUX D     | K47 (682 MHz) | Fernsehen: - Arte HD - BR Fernsehen Süd HD - Phoenix HD - n-tv - Super RTL - Sat.1 Gold - DMAX - RTLup - NITRO - One HD | 32 kW           | horizontal   | ND (rund)                                |
| MUX E     | K38 (610 MHz) | Fernsehen: - Das Erste HD - ZDF HD - ZDFneo HD - kabel eins - Sixx - RTL II - KiKA - Eurosport 1 - Sport1 - Playboy TV | 25 kW           | horizontal   | ND (rund)                                |
| MUX F     | K42 (642 MHz) | Fernsehen: - Sat.1 HD - ProSieben HD - Puls 4 HD - Puls 24 - VOX HD - Disney Channel - Nickelodeon - NDR Fernsehen (Niedersachsen) - CNN HbbTV/Radio: - 4MEDIATHEK - Radio Maria (unverschlüsselt) | 25 kW (max. 32) | horizontal   | ND (rund)                                |

Die Reichweite der MUXe entspricht ungefähr der technischen Reichweite des früheren, analogen ORF 2-Signals in Deutschland. Somit werden sowohl die grenznahen bayerischen Gebiete als auch der Großraum München mit entsprechender Dachantenne terrestrisch mit den ORF-Programmen versorgt. Bereits 1998 wurde auf Betreiben deutscher Privatsender die Sendeleistung des Kanals ORF eins in westlicher Richtung reduziert, da dieser mit ihnen bei TV-Filmpremieren in direkte Konkurrenz trat und zudem keine Werbeunterbrechungen hatte.

## Ehemalige Frequenzen

### Analoges Fernsehen (PAL)
Bis zur Umstellung auf DVB-T am 4. Juni 2007 wurden folgende Programme in analogem PAL gesendet:
| Kanal | Frequenz (MHz) | Programm                      | ERP (kW) | Antennendiagramm rund (ND)/ gerichtet (D) | Polarisation horizontal (H)/ vertikal (V) |
| ----- | -------------- | ----------------------------- | -------- | ----------------------------------------- | ----------------------------------------- |
| 8     | 196,25         | ORF 1                         | 100      | D                                         | H                                         |
| 29    | 535,25         | ATV+                          | 800      | D                                         | H                                         |
| 32    | 559,25         | ORF 2 (Salzburg)              | 800      | D                                         | H                                         |
| 36    | 591,25         | TW1/ORF 2 (Oberösterreich) 1) | 300      | D                                         | H                                         |

1) Der Sender Gaisberg strahlte nur die „Bundesland Heute“-Version von ORF 2 Oberösterreich in der Zeit von 19:00 – 19:25 Uhr aus. In der übrigen Zeit wurde auf Kanal 36 das Programm Salzburg TV (heute Servus TV) vom in der Nähe liegenden Sender Untersberg mit 5 kW Sendeleistung ausgestrahlt.

### Digitales Fernsehen (DVB-T)
Bis zur Umstellung auf DVB-T2 wurden folgende Programme per DVB-T verbreitet:
| Multiplex | Kanal         | Programme im Bouquet                                | ERP   | Polarisation | Antennendiagramm |
| --------- | ------------- | --------------------------------------------------- | ----- | ------------ | ---------------- |
| MUX A     | K32 (562 MHz) | ORF eins, ORF 2 Salzburg, ORF 2 Oberösterreich, ATV | 80 kW | H            | ND (rund)        |
| MUX B     | K29 (538 MHz) | Puls 4, ORF III, ORF SPORT +, 3sat, ServusTV        | 80 kW | H            | ND (rund)        |

MUX C verbreitete bis 31. Jänner 2012 das danach eingestellte Programm von Salzburg Plus. Lizenzinhaber war die „Mediahaus OG“. Ein Antrag auf den Betrieb von RTS Regionalfernsehen Salzburg wurde im Februar 2010 zurückgewiesen. Von Mai 2008 bis Dezember 2010 sendete DVB-H auf Kanal 47 mit 12,6 kW. Am 19. April 2016 wurde MUX B sowie ATV auf MUX A zugunsten von DVB-T2 abgeschaltet. Am 20. April 2017 wurde DVB-T endgültig abgeschaltet.